# Sergi Aragonès
Sergi Aragonès Ferreres (Sant Sadurní d'Anoia, 5 dicembre 1996) è un hockeista su pista spagnolo.

## Palmarès

### Club

#### Titoli nazionali
- Campionato spagnolo: 1

Barcellona: 2015-2016
- Coppa del Re: 1

Barcellona: 2016
- Supercoppa di Spagna: 1

Barcellona: 2015

#### Titoli internazionali
- Coppa CERS/WSE: 1

Noia: 2013-2014
- Supercoppa d'Europa/Coppa Continentale: 1

Barcellona: 2015-2016

### Nazionale
- Campionato europeo: 1

Paredes 2021